# Terrona Burn
Der Terrona Burn ist ein Wasserlauf in Dumfries and Galloway, Schottland. Er entsteht an der Südseite des Hog Fell und fließt in westlicher Richtung bis zu seiner Mündung in den Meikledale Burn westlich des Weilers Terrona.